# دومينغو خيرمان
دومينغو خيرمان هو لاعب كرة قاعدة دومينيكاني، ولد في 4 أغسطس 1992 في سان بيدرو دي ماكوريس في جمهورية الدومينيكان.

## وصلات خارجية
- دومينغو خيرمان على موقع دوري كرة القاعدة الرئيسي (الإنجليزية)
- دومينغو خيرمان على موقعبيزبول رفرنس.كوم (الدوري الرئيسي) (الإنجليزية)
- دومينغو خيرمان على موقعبيزبول رفرنس.كوم (الدوري الثانوي) (الإنجليزية)
- دومينغو خيرمان على موقع إي إس بي إن.كوم (أم.أل.بي) (الإنجليزية)
- دومينغو خيرمان على موقع مشجعي الرسوم البيانية (الإنجليزية)